# Kwabaal
De kwabaal (Lota lota) is een zoetwatervis uit de familie van de kwabalen. Het is de enige kabeljauwachtige die zijn hele leven in zoet water doorbrengt.
De soort staat ook bekend als puitaal, weeraal, lomp of zoetwaterkabeljauw waarbij sommige namen ook gebruikt worden voor andere vissoorten.

## Kenmerken
Als kabeljauwachtige is de kwabaal gemakkelijk herkenbaar aan de zeer lange tweede rugvin en de aarsvin. Ook de ene baarddraad op de kin is kenmerkend. De staart en vinnen zijn afgerond. De kwabaal heeft vaak een marmerpatroon, maar zeer jonge dieren zijn bijna zwart. Meestal is de donker gevlekte rug bruin of vuilgroen en de buik meer geelachtig. Tot 1 m lang

## Leefwijze
Het voedsel van de kwabaal bestaat in hoofdzaak uit insectenlarven, kreeftachtigen en vissen. Ze jagen in de ochtend- en avondschemering, terwijl ze overdag schuilen onder wortels of in rotsspleten.

## Habitat en knelpunten
De kwabaal komt voor in helder stromend water of in betrekkelijk schone, diepe meren. Afwisseling in de bodemstructuur is belangrijk, want de vis houdt zich overdag schuil onder stenen of in holtes. Hij is 's nachts actief in het koude seizoen. De vis paait bij lage temperaturen in de winter en het vroege voorjaar. Het water moet erg koud zijn, want bij watertemperaturen boven 6 °C sterven bijna alle opgroeiende larven.
Overstromingsvlaktes zijn noodzakelijk als opgroeigebieden voor de larven en de jonge kwabalen. Waterpeilbeheersing en beekkanalisaties, waardoor er geen overstromingen in beekdalen en plassengebieden meer voorkomen, zijn belangrijke oorzaken van de verdwijning van de kwabaal. Verder is opwarming door lozingen van koelwater een nadelige factor. Ook kunnen kwabalen door verstuwing vaak de paaiplaatsen niet meer bereiken.

## Verspreiding en voorkomen

### Status buiten Nederland en België
De kwabaal komt voor in vrijwel geheel Eurazië en in Noord-Amerika, ten noorden van de 40ste breedtegraad. In Europa komt hij voor vanaf Noord- en Oost-Europa tot en met het stroomgebied van Po en Rhône en in de Balkan. In het zuiden van het Noord-Amerikaanse areaal gaat het plaatselijk slecht met de kwabaal door verstuwing van rivieren en ontbossingen in het stroomgebied. In de Grote Meren en in Alaska gaat de kwabaal vooruit en zijn er gezonde populaties. Er is een opmerkelijk verschil in de lengte-gewichtrelatie van kwabalen uit rivieren en stuwmeren enerzijds en kwabalen uit meren anderzijds.
In Groot-Brittannië kwam de kwabaal vroeger voor in achttien verschillende rivieren. Men vermoedt dat de vis er nu uitgestorven is. In Duitsland, Frankrijk, Oostenrijk en Slovenië staat de kwabaal op de rode lijst.

### Status in Nederland
In de periode vòòr 1950 kwam de kwabaal in Nederland voor in 21 beken en riviertjes. De vis was algemeen in de Drentsche Aa, de Hunze en beken van de Gelderse Vallei. Er zijn waarnemingen uit de jaren vijftig uit de Dinkel, de Berkel, de Ruurlose beek en het Kromme Rijngebied. In de Maas en de Limburgse beken kwam de kwabaal toen in groten getale voor. In de jaren dertig kwam de kwabaal nog veelvuldig voor in de Friese, Hollandse en Utrechtse plassengebieden. In 1972 berichtten beroepsvissers van Zuid-Hollandse wateren dat de kwabaal was verdwenen of zeldzamer werd. Eind jaren zestig werd de kwabaal in de Maas en de Limburgse beken met uitroeiing bedreigd. Na het jaar 2000 was er geen enkele beek waarin zichzelf in stand houdende populaties aanwezig waren en verdween de vissoort uit zeven riviertrajecten en ruim 25 meren en plassen. Dit komt overeen met een achteruitgang van 70% in de omvang van het (water)areaal.
Sinds de eeuwwisseling is er een opmerkelijke toename van de kwabaal in het stroomgebied van de Overijsselse Vecht en IJssel die waarschijnlijk samenhangt met grootschalige uitzetting van jonge kwabalen in het Duitse deel van de Vecht en de Dinkel.
Volgens de auteurs van de visatlas van 2022 was de toename rond 2010 op een relatief hoogtepunt, maar is de trend daarna dalend tot meer dan 50% van het niveau uit het laatste decennium van de vorige eeuw. Waterpeilbeheersing waardoor geen overstromingsgebieden meer ontstaan en vooral watervervuiling en stijging van de watertemperatuur zijn slecht voor de instandhouding van kwabaalpopulaties. Dit ondanks een geslaagd herintroductieproject in de Noord-Brabantse Beerze.

### Status in België

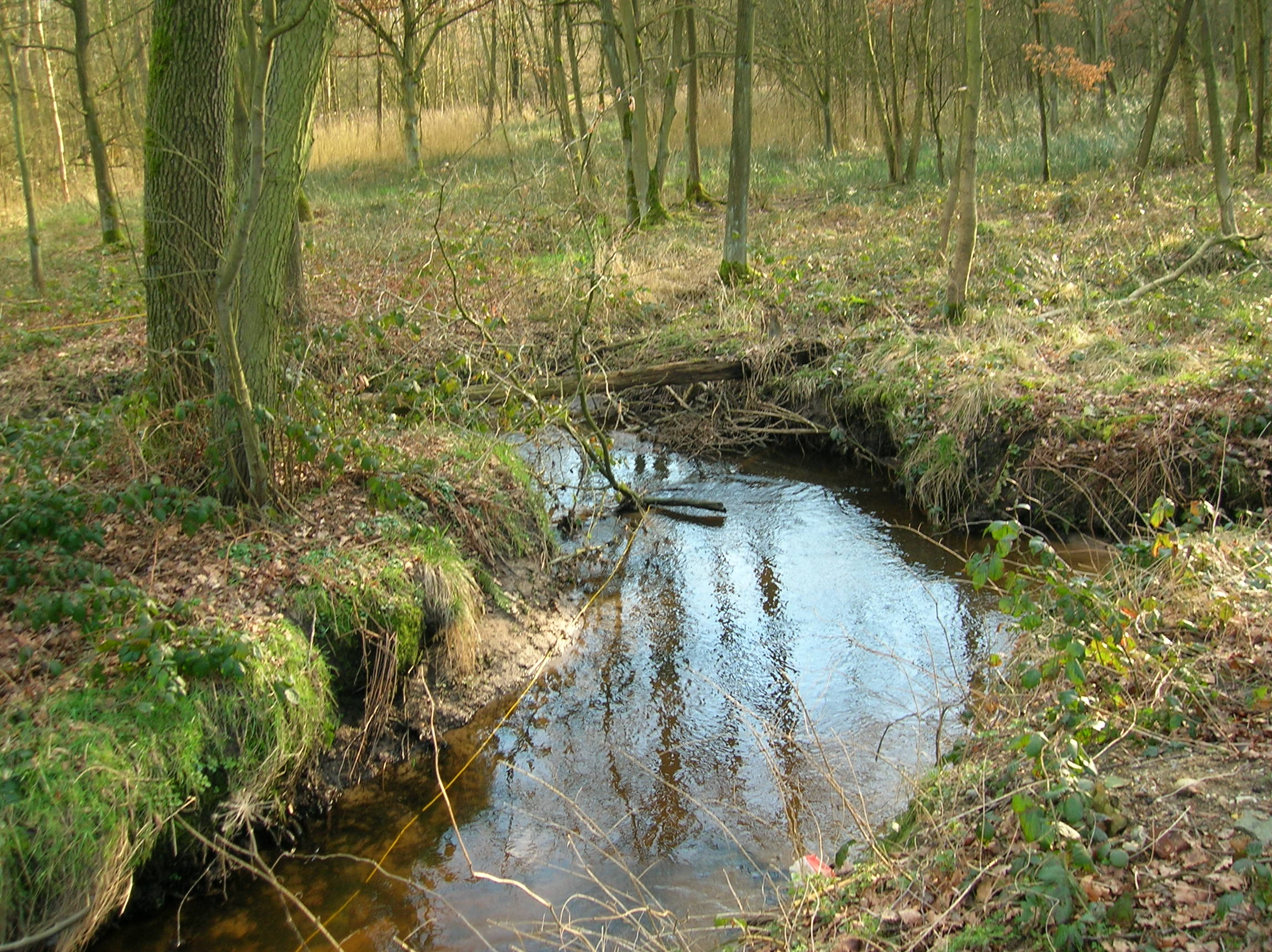
In de Bosbeek zijn kwabalen geherintroduceerd

In België werd de kwabaal sinds begin jaren 1970 als uitgestorven beschouwd. De oorzaak was onder andere een verslechtering van de waterkwaliteit en -biotopen en het verdwijnen van geschikte paai- en opgroeiplaatsen. Er keerde echter heel wat ten goede en herintroductie leek een kans te maken. Daarom startte de Vlaamse overheid, met name het Agentschap voor Natuur en Bos, in 1999 een herstelprogramma. In de proefkwekerij van het Instituut voor Natuur- en Bosonderzoek (INBO) in Linkebeek slaagden onderzoekers er in kwabalen in gevangenschap te kweken. Jaarlijks kweekt men er, samen met het Agentschap voor Natuur en Bos zo enkele duizenden jonge kwabaaltjes. De Grote Nete en de Bosbeek werden geselecteerd als meest geschikte proeflocaties voor herintroductie. De eerste jongen werden uitgezet in 2005. Uit onderzoek is gebleken dat de uitgezette visjes zijn opgegroeid tot volwassen exemplaren van soms meer dan vijftig centimeter. Ook werd duidelijk dat de vissen er in zijn geslaagd zich voort te planten.

### Formele bescherming
De kwabaal staat als ernstig bedreigde soort op de Nederlandse rode lijst. Desondanks had deze vissoort tot 2017 geen wettelijke status als beschermd dier. Sinds 1 januari 2017 geniet de vis wettelijke bescherming krachtens artikel 3.10 van de Wet Natuurbescherming (de opvolger van de Flora- en faunawet).
De kwabaal heeft mondiaal gezien een zeer groot verspreidingsgebied en daardoor is de kans op de status kwetsbaar (voor uitsterven) gering. De IUCN neemt aan dat de aantallen stabiel blijven, maar sluit een lichte afname niet uit. Om deze redenen staat de kwabaal in 2013 als niet bedreigd op de Rode Lijst van de IUCN.

### Trivia
De kwabaal of zoetwaterkabeljauw was in het verleden het basisingrediënt van de Gentse waterzooi, een gerecht in Vlaanderen dat teruggaat tot in de Middeleeuwen. Door vervuiling van stromen en rivieren in de twintigste eeuw werd de kwabaal in de Gentse waterzooi vervangen door kip.